# Operation Ivy
Operation Ivy – amerykański zespół ska-punkowy z Oakland. Zespół powstał w marcu 1987 roku. Jego nazwa pochodzi od operacji nuklearnej broni o kryptonimie Operacja Ivy. Ich pierwszy występ odbył się w garażu Dave'a Mello. W 1989 zespół się rozwiązał po ich "Last Show" na Gilman Street w Oakland.

## Skład
- Tim Armstrong (Lint) – gitara i wokal
- Matt Freeman (Matt McCall) – gitara basowa
- Jesse Michaels – wokal
- Dave Mello – perkusja

## Dyskografia
- 1988: Hectic
- 1989: Energy
- 1992: Plea for Peace
- 1993: Seedy